# 페니 드레이크

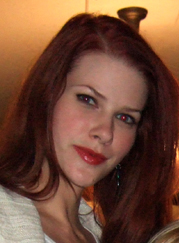

페니 드레이크(Penny Drake, 1977년 7월 20일 ~ )는 미국의 영화배우, 모델, 배우이다.
샌안토니오에서 태어났다.

## 영화
- 드림킬러 (2010년) - 아네트 데포 역
- 네크로시스 (2009년)
- 더 쿡 (2008년) - 아나스타시아 역
- 좀비 스트리퍼스 (2008년)
- 더 슬로터 (2006년) - 마담 엘리자 역
- 달의 군주 (2005년) - 사불라 역
- 씬 시티 (2005년)